# Camera Obscura (festiwal)
Międzynarodowy Festiwal Sztuki Reportażu Camera Obscura – festiwal filmów dokumentalnych oraz reportaży, organizowany corocznie w latach 2004–2013 w Bydgoszczy przez Fundację Sztuki Art House.

## Historia
Pierwszy Festiwal Reportażu i Dokumentu Telewizyjnego Camera Obscura zorganizowano w 2004 roku z inicjatywy fundacji Art House. Nazwa festiwalu nawiązywała do kamery otworkowej, zastąpionej z czasem przez aparat fotograficzny i kamerę. Pokazy reportaży miały miejsce w Teatrze Polskim. Na pierwszą odsłonę festiwalu nadesłano 30 reportaży i dokumentów wyprodukowanych przez stacje telewizyjne i niezależnych dziennikarzy. Zwyciężył reportaż śledczy Roberta Sochy i Krzysztofa Bursztyna „Przekupni psychiatrzy”. Gościem honorowym był związany z Bydgoszczą dokumentalista Kazimierz Karabasz. Począwszy od 2005 r. prezentacje podzielono na kategorie: reportaż społeczny i reportaż śledczy. Na czele jury stanęła reportażystka BBC Ewa Ewart. Zwycięzca został reportaż śledczy Alicji Kos z telewizji TVN pt. „Constar”. W 2006 r. Festiwal Camera Obscura zyskał charakter międzynarodowy. Jednym z gości był m.in. Grzegorz Miecugow. Oceniano 32 reportaże z 7 krajów i 4 kontynentów w kategoriach: dokument śledczy, społeczny i telewizyjny. Nagrodę przyznano głównie twórcom polskim.
W 2007 r. po raz pierwszy przyznano nagrodę im. Ryszarda Kapuścińskiego, a w edycji z 2008 r. zaprezentowano po raz pierwszy reportaże radiowe. Zwyciężył reportaż BBC o Korei Północnej. 
Po dziewięciu latach organizowania festiwalu, w październiku 2013 roku na oficjalnym portalu Camera Obscura dyrektor festiwalu Remigiusz Zawadzki opublikował oświadczenie dotyczące zawieszenia Międzynarodowego Festiwalu Sztuki Reportażu na czas nieokreślony. Jako powody zawieszenia festiwalu Zawadzki wymieniał m.in. wyczerpanie się jego formuły oraz problemy ze sponsorami. 

## Charakterystyka
Festiwal jest przeglądem polskich i zagranicznych reportaży telewizyjnych i radiowych. Centrum Festiwalowe mieści się w Teatrze Polskim w Bydgoszczy, zaś pokazy i imprezy towarzyszące odbywają się także w innych miejscach (m.in. Galeria Miejska bwa, Miejskie Centrum Kultury, Polskie Radio Pomorza i Kujaw). Wstęp na wszystkie pokazy i imprezy towarzyszące jest wolny. Oprócz konkursu głównego, w którym rywalizują reportaże z całego świata, program imprezy obejmuje m.in. premiery filmów, dyskusje, warsztaty i spotkania ze znanymi twórcami filmowymi. Celami imprezy oprócz uhonorowania najwybitniejszych polskich i zagranicznych  dokumentalistów, dziennikarzy i realizatorów telewizyjnych i radiowych, jest m.in. rozwijanie intelektualnego zaplecza dla funkcjonowania jedynego w Polsce Ośrodka Badań nad Reportażem i Dokumentem Telewizyjnym im. Ryszarda Kapuścińskiego w Bydgoszczy.

## Nagrody i wyróżnienia
Podczas festiwalu przyznawane są następujące nagrody:
- Nagroda Grand Prix im. Ryszarda Kapuścińskiego przyznawana dla reportażu o czasie ekranowym powyżej 25 min.
- Nagroda Specjalna dla reportażu o czasie poniżej 25 min.
- Wyróżnienia honorowe w kategoriach: reportaż śledczy, reportaż społeczny, reportaż radiowy.